# Lysipomia crassimarginata
Lysipomia crassimarginata là loài thực vật có hoa trong họ Hoa chuông. Loài này được (E.Wimm.) Jeppesen mô tả khoa học đầu tiên năm 1981.